# Kościuszki, Gmina Osina
Kościuszki [kɔɕˈt͡ɕuʂki] (tiếng Đức: Hindenburg)  là một ngôi làng thuộc khu hành chính của Gmina Osina, thuộc hạt Goleniów, West Pomeranian Voivodeship, ở phía tây bắc Ba Lan. Nó nằm khoảng 6 kilômét (4 mi)   phía bắc Osina, 19 km (12 mi) về phía đông bắc của Goleniów và 40 km (25 mi) về phía đông bắc của thủ đô khu vực Szczecin.
Ngôi làng có dân số xấp xỉ 270 người.